# Povilas Tautvaišas
Povilas Tautvaišas (Paul Tautvaisas; Tautvaisis) (* 6. Mai 1916 in Mogilev; † November 1980 in Chicago) war ein litauischer und US-amerikanischer Schachspieler.

## Leben
1934 absolvierte Tautvaišas das Gymnasium Mažeikiai und studierte Rechtswissenschaften an der Vytauto Didžiojo universitetas in Kaunas. Tautvaišas war litauischer Einzelmeister. Mit der litauischen Mannschaft nahm an der inoffiziellen Schacholympiade Schach-Olympia 1936 und der Schacholympiade 1939 teil. Tautvaišas kehrte nach der Schacholympiade 1939 in seine Heimat zurück, floh aber gegen Ende des Zweiten Weltkrieges nach Deutschland und emigrierte 1949 in die Vereinigten Staaten.

## Familie
Sein Vater war Povilas Tautvaišas, Arzt, Gerichtsmediziner und Pathologe. Seine Mutter war Sofija Petrauskaitė.